# Saint-Florent-sur-Cher
 Saint-Florent-sur-Cher  là một xã thuộc tỉnh Cher trong vùng Centre-Val de Loire miền trung Pháp.